# BMW N57
| N57                            | N57                            |
| ------------------------------ | ------------------------------ |
|                                |                                |
| Виробник:                      | BMW                            |
| Марка:                         | N57                            |
| Тип:                           | Шестициліндровий двигун        |
| Робочий об'єм:                 | - 3,0 л (2993 куб.см) см3      |
| Максимальна потужність:        | 150-280 кВт (204–380 к.с.) кВт |
| Максимальний обертовий момент: | 430-740 Н⋅м Н·м                |
| Циліндрів:                     | 6                              |
| Клапанів:                      | 24                             |
| Хід поршня:                    | - 90 мм (3,54 дюйма) мм        |
| Діаметр циліндра:              | - 84 мм (3,3 дюйма) мм         |
| Ступінь стиску:                | 16,1:1-16,5:1                  |
| Система живлення:              | Common Rail                    |
| Охолодження:                   | рідинне охолодження            |
| Газорозподільний механізм:     | DOHC                           |
| Матеріал блоку циліндрів:      | Алюміній                       |
| Матеріал ГБЦ:                  | Алюміній                       |
| Тактність (число тактів):      | 4                              |
| Червона зона:                  | 5400 об/хв                     |
| Рекомендоване паливо:          | Дизельне паливо EN 590         |

BMW N57 — це рядний шестициліндровий дизельний двигун з турбонаддувом від BMW, який випускається з 2008 року. Його використовували в різних автомобілях BMW.

## Технології
N57 — це шестициліндровий рядний двигун із наддувом і водяним охолодженням із нахилом 30° із двома верхніми розподільними валами, який працює за принципом дизеля. Діаметр і хід 84 × 90 мм, що призводить до зсуву 2993 см3 результат. Картер (моторний блок) двигуна виготовлений з алюмінію. Для того, щоб мати можливість витримувати напруги, що виникають, до днища картера прикручується підсилювальна пластина. Корінні вкладиші підшипників колінчастого вала виготовлені зі спеченого металу, а в них проходить кований колінчастий вал. У циліндрах використовуються сухі гільзи, термічно з'єднані з блоком циліндрів. Головка блоку циліндрів двигуна розділена на дві частини. Нижня частина включає впускний і випускний канали і клапани, верхня частина складається з несучої пластини, в якій проходять розподільні вали і прикручена до нижньої частини. Головка блоку циліндрів також оснащена каналом рециркуляції вихлопних газів. Розподільні вали приводять у дію два впускних і два випускних клапани на циліндр. Ланцюг ГРМ на стороні маховика двигуна, натягнута гідравлічними натягувачами ланцюга, приводить в рух впускний розподільний вал. Випускний розподільний вал приводиться в рух впускним розподільним валом. Паливо впорскується безпосередньо в циліндри за допомогою системи Bosch Common Rail . Залежно від моделі тиск уприскування становить від 1800 до 2000 бар. Залежно від моделі встановлюється турбокомпресор вихлопних газів із змінною геометрією турбіни та один або два додаткових турбокомпресора, з’єднані з інтеркулером.

### N57D30S1
У цій версії (280 кВт / 381 к.с.) із трьома нагнітачами, перший із змінною геометрією турбіни реагує на низьких швидкостях, другий реагує на середніх швидкостях і збільшує крутний момент, третій використовується для створення коротких піків потужності та крутного моменту. Максимальний крутний момент становить 740 Нм.

#### Відкликання через недійсне програмне забезпечення на N57D30S1
У контексті скандалу з викидами Німецька екологічна допомога провела вимірювання викидів під час практичної їзди на 750d xDrive навесні 2017 року. Це викидало в середньому 646 мг/км оксидів азоту (NOx), що приблизно у вісім разів перевищує допустиме граничне значення.
23 числа У лютому 2018 року Spiegel Online повідомляв, що деякі моделі з двигунами N57 були обладнані, за словами Spiegel, «маніпульованим» програмним забезпеченням вихлопу. 22 лютого відбулося слухання у справі BMW по використанню неадекватного програмного забезпечення на слуханнях у Федеральному управлінні автомобільного транспорту у Фленсбурзі. Пізніше федеральний міністр транспорту Шойер (CSU) говорив про «неприпустимі пристрої ураження» в системі керування двигуном. 20 березня 2018 року повідомлялося, що прокуратура Мюнхена почала розслідування проти BMW «через підозру в шахрайстві з очищенням вихлопних газів». Є підозра, що BMW використовує пристрій поразки, пов'язаний з тестовим стендом. В штаб-квартирі BMW, близько 100 офіцерів проввели обшуки в приміщеннях, дослідницькому та інноваційному центрі в Мюнхені та на заводі дизельних двигунів у Штайрі.
За словами BMW, це стосується автомобілів типу M550d xDrive Sedan (виробництво з 03/2012 по 10/2016), M550d xDrive Touring (виробництво з 03/2012 по 02/2017), 750d xDrive (виробництво з 07/2012 по 06/2015) і Це стосується 750Ld xDrive (виробництво з 07/2012 по 06/2015):  «Записи даних були помилково взяті з версії програмного забезпечення, яка була розроблена для транспортних засобів з іншою системою контролю викидів. Під час тривалих подорожей це призводить до збільшення викидів (NOx), оскільки регенерація накопичувального каталізатора NO x не відбувається належним чином. Харальд Крюгер, генеральний директор BMW AG, сказав на річних загальних зборах 17 травня 2018: «Ми зробили помилку кілька років тому»; Голова наглядової ради Норберт Райтхофер говорив про «ручну, людську помилку», яка не призвела б до того, що значення вихлопних газів на випробувальному стенді були б нижчими, ніж на дорозі. «Це не має нічого спільного з цілеспрямованими маніпуляціями з керуванням двигуном і очищенням вихлопних газів», — каже Крюгер.
Федеральне управління автомобільного транспорту наказало BMW у офіційній формі відкликати рішенням від 13 березня 2018 року та просило «усунути наявні недозволені агрегати з метою відновлення справності транспортних засобів». За даними BMW, близько 11 700 автомобілів постраждали в усьому світі, з яких близько 9 300 знаходяться в Європі (включаючи Німеччину) і близько 5 000 в Німеччині. BMW почала відкликання 29 травня 2018 року після схвалення KBA оновлення програмного забезпечення від BMW.

## Технічні характеристики
| Тип двигуна   | Діаметр циліндра × Хід поршня | Об'єм  | Ступінь стиснення | Потужність при хв −1        | Крутний момент (Нм) при хв −1 | Період будівництва |
| ------------- | ----------------------------- | ------ | ----------------- | --------------------------- | ----------------------------- | ------------------ |
| N57D30UL      | 84 × 90 мм                    | 2993cc | 16,5:1            | 150 кВт (204 к.с.) при 3750 | 430 при 1750-2500             | 2010-2013 роки     |
| N57D30UL      | 84 × 90 мм                    | 2993cc | 16,5:1            | 155 кВт (211 к.с.) при 4000 | 450 при 1750-2500             | -                  |
| N57D30OL      | 84 × 90 мм                    | 2993cc | 16,5:1            | 180 кВт (245 к.с.) при 4000 | 520 при 1750-3000             | 2008-2013 роки     |
| N57D30OL      | 84 × 90 мм                    | 2993cc | 16,5:1            | 180 кВт (245 к.с.) при 4000 | 540 при 1750-3000             | 2008-2014 роки     |
| N57D30OL(TU)  | 84 × 90 мм                    | 2993cc | 16,5:1            | 190 кВт (258 к.с.) при 4000 | 560 при 2000-2750             | з 2011 року        |
| N57D30TOP     | 84 × 90 мм                    | 2993cc | 16,5:1            | 220 кВт (299 к.с.) при 4400 | 600 при 1500-2500             | 2010-2012 роки     |
| N57D30TOP     | 84 × 90 мм                    | 2993cc | 16,5:1            | 225 кВт (306 к.с.) при 4400 | 600 при 1500-2500             | 2009-2014 роки     |
| N57D30TOP(TU) | 84 × 90 мм                    | 2993cc | 16,5:1            | 230 кВт (313 к.с.) при 4400 | 630 при 1500-2500             | з 2011 року        |
| N57D30S1      | 84 × 90 мм                    | 2993cc | 16,5:1            | 280 кВт (381 к.с.) при 4400 | 740 при 2000-3000             | з 2012 року        |
| джерело       |                               |        |                   |                             |                               |                    |

## Використовувалася на BMW
N57D30UL
- 150 кВт
  - з 03/2010 в BMW E90, E91, E92 і E93 як BMW 325d
  - з 01/2010 в BMW F10 і F11 як BMW 525d

- 155 кВт
  - У BMW F07 як 530d GT

N57D30OL
- 180 кВт, 520 Нм
  - з 09/2008 в BMW E90, E91, E92 і E93 як BMW 330d

- 180 кВт, 540 Нм
  - BMW F10 і F11 як 530d
  - BMW F07 як 530d GT
  - BMW F01 як 730d
  - BMW F02 як 730Ld
  - BMW E70 як X5 xDrive 30d
  - BMW E71 як X6 xDrive 30d

N57D30OL(TU)
- 190 кВт
  - з 03/2011 на BMW F25 як BMW X3 xDrive 30d
  - У BMW F26 як BMW X4 xDrive 30d
  - з 08/2013 в BMW F15 як X5 xDrive 30d
  - У BMW F16 як X6 xDrive 30d
  - з 07/2012 в BMW F30 і F31 як BMW 330d
  - У BMW F32, F33 і F36 як BMW 430d
  - з 03/2011 в BMW F10 і F11 як BMW 530d
  - У BMW F34 як 330d GT
  - з 07/2012 в BMW F07 як BMW 530d GT
  - з 06/2012 в BMW F01 як BMW 730d
  - У BMW F02 як BMW 730Ld і 740Ld xDrive

N57D30TOP
- 220 кВт
  - 03/2010-06/2012 в BMW F07 як BMW 535d GT
  - 09/2010-09/2011 в BMW F10 і BMW F11 як BMW 535d

- 225 кВт
  - 09/2009 - 06/2012 в BMW F01 як BMW 740d
  - з 06/2010 в BMW E70 як BMW X5 xDrive40d
  - з 03/2010 на BMW E71 як BMW X6 xDrive40d

N57D30TOP(TU)
- 230 кВт[11]
  - У BMW F34 як BMW 335d xDrive GT
  - з 06/2012 в BMW F07 як BMW 535d xDrive GT
  - з 09/2011 на BMW F25 як BMW X3 xDrive 35d
  - У BMW F26 як BMW X4 xDrive 35d
  - з 12/2013 на BMW F15 як X5 xDrive 40d
  - У BMW F16 як X6 xDrive 40d
  - з 08/2013 в BMW F30 і F31 як BMW 335d xDrive
  - У BMW F32, F33 і F36 як BMW 435d xDrive
  - з 09/2011 в BMW F10 і BMW F11 як BMW 535d і BMW 535d xDrive
  - з 09/2011 в BMW F06, F12 і F13 як BMW 640d
  - з 07/2012 в BMW F01 як BMW 740d

N57D30S1
- 280 кВт[12]
  - з 03/2012 в BMW F10 і BMW F11 як BMW M550d xDrive
  - 07/2012-2013 в BMW E70 як BMW X5 M50d
  - з 07/2012 на BMW E71 як BMW X6 M50d
  - з 07/2012 в BMW F01 і BMW F02 як BMW 750d xDrive
  - 08/2013 до 2019 в BMW F15 як BMW X5 M50d
  - 11/2014 до 2019 в BMW F16 як BMW X6 M50d